# Polyblastus annectus
Polyblastus annectus là một loài tò vò trong họ Ichneumonidae.